# Junácká louka
Junácká louka je přírodní památka, která se nachází v okrese Brno-město, katastrální území Kníničky v místní lokalitě Skautská louka. Jedná se o louku o velikosti okolo pěti hektarů nad levým břehem Brněnské přehrady v komplexu přírodního parku Podkomorské lesy, geograficky náleží Hornosvratecké vrchovině. Na protější straně přehrady se nachází hrad Veveří a přírodní rezervace Krnovec. Důvodem ochrany je bohatá květena a zejména častý výskyt hořce křížatého, který je v Česku velmi ohroženým druhem.

## Geologie
Podloží Junácké louky je tvořeno horninami brněnského masivu, a to biotitickými až amfibol-biotitickými granodiority typu Veverská Bítýška, místy překrytými svahovými hlínami, popřípadě sprašovými hlínami.

## Flóra
Hořec křížnatý (Gentiana cruciata) se vyskytuje při jižním okraji přírodní památky. Dále lze nalézt modřenec chocholatý (Muscari comosum), divizna jižní rakouská (Verbascum chaixii subsp. austriacum), kostřava walliská (Festuca valesiaca), pamětník rolní (Acinos arvensis), písečnice douškolistá (Arenaria serpyllifolia), smělek štíhlý (Koeleria macrantha), rožec nízký (Cerastium pumilum), z keřů dřín jarní (Cornus mas), hloh obecný (Crataegus laevigata), hloh velkoplodý, ptačí zob obecný (Ligustrum vulgare), stromové patro zastupuje dub zimní (Quercus petraea), slivoň trnitá (Prunus spinosa), slivoň domácí či hrušeň obecná (Pyrus communis). Jižní část rezervace byla pravděpodobně ovocným sadem.

## Fauna
V dřevinách hnízdí ťuhýk obecný (Lanius collurio), vzácně krutihlav obecný (Jynx torquilla), vyskytuje se též ještěrka obecná (Lacerta agilis).